# Hällämö
Hällämö eller Hällänen är en sjö i Finland. Den ligger i kommunen Vieremä i landskapet Norra Savolax, i den centrala delen av landet, 400 km norr om huvudstaden Helsingfors. Hällämö ligger 159 meter över havet. I omgivningarna runt Hällämö växer i huvudsak blandskog. Den är 16,81 meter djup. Arean är 88,4 hektar och strandlinjen är 8,32 kilometer lång. Sjön  ingår i Vuoksens huvudavrinningsområde. 